# 孔西斯附近科尔塞勒
孔西斯附近科尔塞勒（法語：Corcelles-près-Concise）是瑞士联邦西部法语区的沃州下设的一个镇。在行政上属于沃州北汝拉区管辖。孔西斯附近科尔塞勒的总面积为4.09平方公里。截至2010年底，总人口为279。

## 历史
科尔塞勒的干栏屋是世界文化遗产阿尔卑斯史前干栏屋的一部分。

## 地理
科尔塞勒位于纳沙泰尔湖北岸。